# Hauganes
Hauganes ist eine Siedlung im Nordosten von Island.
Sie liegt in der Gemeinde Dalvíkurbyggð am Westufer des Eyjafjörðurs und hatte am 1. Januar 2023 96 Einwohner.
Der Hauganesvegur  verbindet den Ort mit dem Ólafsfjarðarvegur .
Die Entfernung nach Dalvík im Nordwesten beträgt 14 Straßenkilometer.
In Richtung Süden sind es 34 km bis nach Akureyri.
In Hauganes gibt es Fischindustrie und hier ist der älteste Anbieter von Whale-Watching-Touren in Island beheimatet.

## Persönlichkeiten
- Ivar Stefánsson (1927–2009), Skilangläufer